# بيل ستابلتون
بيل ستابلتون (بالإنجليزية: Bill Stapleton)‏ هو عازف جاز أمريكي، ولد في 4 مايو 1945، وتوفي في 14 يوليو 1984.